# 馬特卡角
63°58′S 58°19′W / 63.967°S 58.317°W
馬特卡角（英語：Matkah Point）是南極洲的海岬，位於詹姆斯羅斯島西岸，處於霍盧施基灣北部入口處，該海岬取名自魯德亞德·吉卜林的《叢林奇譚》，現時由南極條約體系管理。